# Jon A. Jensen
Jon A. Jensen (Council Bluffs, 1958) è un generale statunitense, attuale direttore della componente terrestre della Guardia nazionale degli Stati Uniti la Army National Guard, precedentemente ha servito come aiutante generale della Guardia nazionale del Minnesota dal novembre 2017 all'agosto 2020, in precedenza anche a quell'incarico, ha servito come comandante generale della 34ª Divisione di fanteria dal gennaio all'ottobre 2017 ed è stato vice-comandante generale dello United States Army Africa dal 2015 al 2017, ha assunto il suo attuale incarico il 10 agosto 2020 con l'effettiva nomina il 3 agosto 2020.

## Biografia

### Educazione
Jensen si è diplomato alla Northwest Missouri National University. In seguito ha ottenuto un Master's degree dallo United States Army Command and General Staff College a Fort Leavenworth in Kansas e dallo United States Army War College a Carlisle in Pennsylvania.

### Carriera militare
Jensen si è arruolato nella Iowa Army National Guard come Soldato semplice (Private, PV1) medico nel novembre 1982. Ha servito per sei anni e mezzo e ha raggiunto il grado di Sergente scelto prima di frequentare la Scuola per candidati ufficiali, ricevendo la sua commissione dopo essersi diplomato nel 1989. Come Secondo tenente, è stato assegnato al 1º battaglione del 168º Reggimento di Fanteria della 34ª Divisione di fanteria. È stato inviato in Kuwait nel 2001, nella forza di stabilizzazione in Bosnia ed Erzegovina nel 2003, come Maggiore in Iraq nel 2007, nel 2009 come Tenente colonnello e come Colonnello per la seconda volta in Iraq.